# آرنه نيلسن (سياسي)
آرنه نيلسن هو سياسي نرويجي، ولد في 21 يناير 1924 في برغن في النرويج، وتوفي في 16 أبريل 2020 في Voss ‏ في النرويج. نشط حزبياً في حزب العمال.

## مناصب
- انتخب عضو برلمان النرويج  [لغات أخرى]‏ عن دائرة دائرة هوردالان [الإنجليزية]‏ وقد انضم خلال فترته النيابية ‏ (1981 – 1985) للكتلة البرلمانية حزب العمال.
- انتخب عضو برلمان النرويج  [لغات أخرى]‏ عن دائرة دائرة هوردالان [الإنجليزية]‏ وقد انضم خلال فترته النيابية ‏ (1977 – 1981) للكتلة البرلمانية حزب العمال.
- انتخب عضو برلمان النرويج  [لغات أخرى]‏ عن دائرة دائرة هوردالان [الإنجليزية]‏ وقد انضم خلال فترته النيابية ‏ (1973 – 1977) للكتلة البرلمانية حزب العمال.
- انتخب عضو برلمان النرويج  [لغات أخرى]‏ عن دائرة دائرة هوردالان [الإنجليزية]‏ وقد انضم خلال فترته النيابية ‏ (1969 – 1973) للكتلة البرلمانية حزب العمال.
- انتخب نائب عضو برلمان النرويج  [لغات أخرى]‏ عن دائرة دائرة هوردالان [الإنجليزية]‏ وقد انضم خلال فترته النيابية ‏ (1961 – 1965) للكتلة البرلمانية حزب العمال.
- انتخب نائب عضو برلمان النرويج  [لغات أخرى]‏ عن دائرة دائرة هوردالان [الإنجليزية]‏ وقد انضم خلال فترته النيابية ‏ (1958 – 1961) للكتلة البرلمانية حزب العمال.
- انتخب Minister of Local Government and Regional Development [الإنجليزية]‏ (11 يناير 1978 – 8 أكتوبر 1979).
- انتخب Minister of Social Affairs ‏ (8 أكتوبر 1979 – 14 أكتوبر 1981).
- انتخب عضو برلمان النرويج  [لغات أخرى]‏ عن دائرة دائرة هوردالان [الإنجليزية]‏ وقد انضم خلال فترته النيابية ‏ (1965 – 1969) للكتلة البرلمانية حزب العمال.